# Campeonato Mundial de Ciclismo em Pista de 1902
O Campeonato Mundial UCI de Ciclismo em Pista de 1902 foi realizado em Roma, na Itália, em 15 de junho; e em Berlim, na Alemanha, em 22 no mesmo mês. Quatro provas masculinas foram disputadas, das quais duas profissionais e duas amadoras.

## Sumário de medalhas

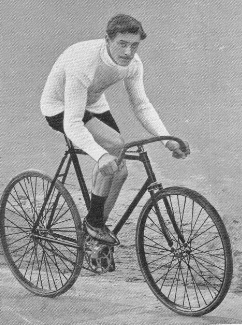
Émile Bouhours, ciclista da França.

| Eventos profissionais masculinos |                                |                              |                               |
| Velocidade individual            | Thorvald Ellegaard · Dinamarca | Harie Meyers · Países Baixos | Pietro Bixio · Itália         |
| Motor-paced                      | Thaddäus Robl · Alemanha       | Émile Bouhours · França      | Edouard-Henri Taylor · França |
| Eventos amadores masculinos      |                                |                              |                               |
| Velocidade individual            | Charles Piard · França         | Léon Delaborde · França      | Orla Nord · Dinamarca         |
| Motor-paced                      | Alfred Görnemann · Alemanha    | Fritz Keller · Alemanha      | Johan Dielhe · Alemanha       |

## Quadro de medalhas
| Ordem | País          | Medalha de ouro | Medalha de prata | Medalha de bronze | Total |
| ----- | ------------- | --------------- | ---------------- | ----------------- | ----- |
| 1     | Alemanha      | 2               | 1                | 1                 | 4     |
| 2     | França        | 1               | 2                | 1                 | 4     |
| 3     | Dinamarca     | 1               | 0                | 1                 | 2     |
| 4     | Países Baixos | 0               | 1                | 0                 | 1     |
| 5     | Itália        | 0               | 0                | 1                 | 1     |
| Total | Total         | 4               | 4                | 4                 | 12    |